# Helmut Brinkmann
Helmuth Brinkmann (Lubecca, 12 marzo 1895 – Dießen am Ammersee, 26 settembre 1983) è stato un ammiraglio tedesco.

## Biografia
Helmut Brinkmann si arruolò nella Marina Imperiale Tedesca nel 1913. Dall'ottobre 1938 al luglio 1940, fu capo del dipartimento della difesa navale presso l'alto comando della Kriegsmarine.
Successivamente comandò l'incrociatore pesante tedesco Prinz Eugen durante l'operazione Rheinübung, la missione di caccia ai convogli Alleati che si concluse con l'affondamento della corazzata Bismarck. Dopo l'affondamento dell'incrociatore da battaglia britannico HMS Hood l'Ammiragliato britannico diede ordine alla Home Fleet di cercare ed affondare la corazzata tedesca ed il Prinz Eugen, sotto la copertura della Bismarck, si allontanò per proseguire la missione ma, dopo essersi rifornito in mare, alcune avarie ai motori indussero Brinkmann a dirigersi verso Brest, dove giunse il 1º giugno 1941. Dal settembre 1942 al novembre 1943, prestò servizio come capo di stato maggiore presso il comando del Gruppo Navale Sud, poi come comandante dell'ammiraglio del Mar Nero fino all'ottobre 1944 e come ufficiale di collegamento navale presso l'alto comando dell'esercito di montagna fino al dicembre 1944. Il suo incarico successivo, dal gennaio 1945, fu quello di Ammiraglio del Mar Baltico e Sottoammiraglio del Mar Baltico/Mare del Nord. Il 1° febbraio 1944 fu promosso Viceammiraglio e insignito della Croce di Cavaliere il 17 maggio 1944.